# Escotussa
Escotussa  (en grec antic Σκοτοῦσσα o Σκοτοῦσα) era una antiga ciutat del districte de Pelasgiotis a Tessàlia, entre Feres i Farsàlia, prop de la frontera de Phthiotis. Homer no en parla, però l'oracle de Dodona, a l'Epir, segons algunes tradicions venia d'aquesta ciutat.
L'any 394 aC la ciutat es va unir a les altres de Tessàlia contra el rei espartà Agesilau II quan volia passar pel seu país, segons diu Xenofont. El 367 aC la va ocupar a traïció el tirà Alexandre de la veïna ciutat de Feres. Els turons anomenats Cinoscèfals són a territori d'Escotussa, que van ser escenari de les batalles del 364 aC entre tebans i Alexandre de Feres, en la que va morir Pelòpides, i la del 197 aC en la que Filip V de Macedònia va ser derrotat pel cònsol romà Luci Quinti Flaminí. L'any 191 aC es va entregar a Antíoc III el Gran, però als pocs mesos va ser recuperada pel cònsol Acili, juntament amb Farsàlia i Feres, diu Titus Livi.
Les seves ruïnes s'han trobat a la moderna Suplí, amb les muralles i restes de l'acròpoli a la part sud-oest.